# Grinzing
Grinzing – jedna z nieformalnych dzielnic Wiednia, do 1892 niezależne miasteczko, obecnie część dzielnicy administracyjnej Döbling,  położona na stokach Lasku Wiedeńskiego (Wienerwald). 
Jest typowym ośrodkiem turystycznym, celem wypraw do tradycyjnych Heurigerów i wesołych, pełnych życia uliczek. Heuriger to charakterystyczne winiarnie z przywilejem wyszynku młodego wina. Nazwa pochodzi od słowa "heurig" oznaczającego "tegoroczny". Winiarnie te są oznaczone gałązką sosny lub malowaną tabliczką nad wejściem. Winiarnie przyjmują gości jadłem, napitkiem i tradycyjną wiedeńską muzyką (Schrammel-Musik).

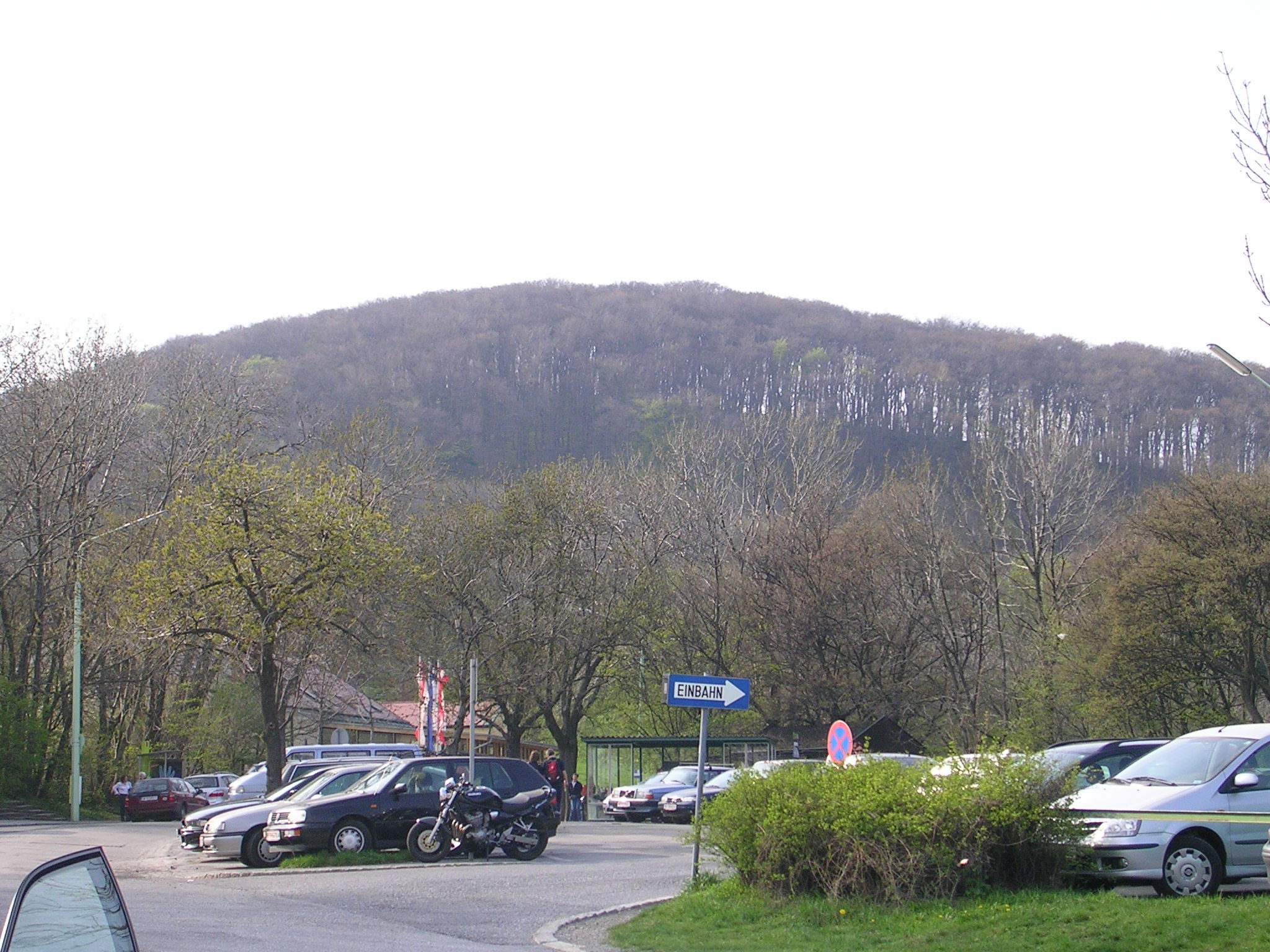
Wzgórze Latisberg, widziane z Coblenz